# Kasteel Tip

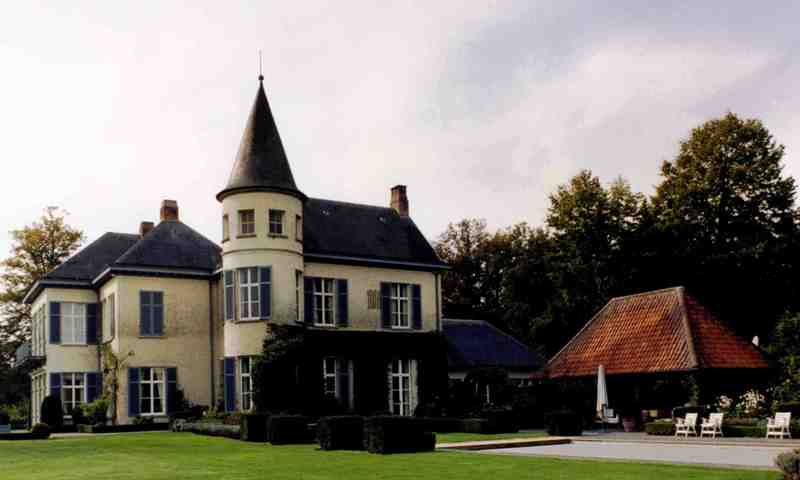
Kasteel Tip

Het Kasteel Tip is een kasteeltje, gelegen in de Antwerpse gemeente Arendonk, aan De Lusthoven 26.

## Geschiedenis
In 1863-1866 was dit een eenvoudig landgoed van een Engelsman, genaamd Fox. In 1888 werd het verkocht aan Alphonse Emsens, afkomstig uit een geslacht van handelaars en industriëlen. In 1890 liet hij de bestaande gebouwen ombouwen tot een kasteel, waaraan in 1905 een toren werd toegevoegd. Ook einde 19e eeuw werd een likeurstokerij gebouwd, op De Lusthoven 28. Het afval van de stokerij werd als veevoer gebruikt in de bijbehorende boerderij. Van de stokerij ging een dreef naar een haventje aan het Kanaal Dessel-Turnhout-Schoten waar een laad- en losplaats was. Gedurende de Eerste Wereldoorlog werd de stokerij voorgoed stilgelegd.
Het kasteel werd in 1956-1960 gerenoveerd. Bij het kasteel ligt een park met een vijver.
Op 20 augustus 1994 brak brand uit in de aanpalende hoeve van het kasteel. Vijf kinderen van adellijke afkomst die er op ponykampen waren, verloren hierbij het leven.